# La ley del silencio (telenovela)
La ley del silencio es una telenovela estadounidense protagonizada por José Ángel Llamas, Flora Martínez y Alejandro Chabán, con las participaciones antagónicas de Rodrigo de la Rosa, Jullye Giliberti, Omar Fierro y Julio Bracho Castillo y con las actuaciones estelares de Joaquín Garrido, Mara Croatto, Juan Pablo Gamboa, Mónica Lopera, Lumi Cavazos, Issabella Camil, Fernanda Romero, Henry Zakka, José Bardina y Liz Gallardo. Es una historia de un cura que se encuentra confundido con el regreso de su viejo amor. Es una producción de FremantleMedia Latin America para Telemundo Studios, grabada en Dallas, Texas.

## Trama
"La ley del silencio" narra la historia de Javier quien es un sacerdote en el mismo barrio donde nació llamado EL SILENCIO donde todo el mundo lo conoce. Aquí vuelve a encontrarse con Natalia quien solía ser su novia pero ahora regresa con su actual prometido Fernando, ella le solicta a Javier para que los case. Con el continuo contacto con Natalia, Javier empieza a tener problemas con su elección entre la iglesia y la renovación de una relación. En este barrio pasan cosas de las que nadie quiere hablar, y Javier tiene que adivinar lo que está pasando. Esta es la historia de la lucha, de la esperanza y el amor que tiene que ser olvidado.

## Personajes
- José Ángel Llamas - Padre Javier Castro
- Flora Martínez - Natalia Aguirre
- Rodrigo de la Rosa - Fernando Cardenas
- Jullye Giliberti - Magdalena Aguirre
- Alejandro Chabán - Tomás
- Joaquín Garrido - Pedro
- Lumi Cavazos - Clemencia
- Omar Fierro - Francisco
- Issabella Camil - Julia
- Fernanda Romero - Virginia
- Lilian Tapia - Guadalupe
- Henry Zakka - Luis Alberto
- Julio Bracho Castillo - Ángel
- Liz Gallardo - Manuela
- Chela Arias - Clotilde
- Mónica Lopera - Adela
- José Bardina - Arturo
- Eliana H. Alexander - Amparo
- Sergio Romero - Sebastián
- Cora Cardona - Mercedes
- Mara Croatto - Isabel
- Roger Cudney - Meyer
- Juan Pablo Gamboa - Leopoldo
- Marlon Lara - Jimmy
- Mauricio Ripke - Sata
- Leticia Alaniz - Laura / Recepcionista
- Joe Arquette - Topo
- Ricardo Azulay - Dr. Clark
- Glenn Bradley - Miembro de banda
- Dan Burkarth - Policía & Chofer
- Javier Castillo - Jerry García
- Édgar Castuera - Bombero
- Gerardo Dávila - Manager de restaurante
- Gigi Erneta - Jane
- Carlos Girón - Ramiro
- Rodrigo Gómez - Poncho
- Julián Guevara - Sweety
- Tony Helling - Paulina
- Andrea León - Apache
- John Nikitin - Agente Counts
- Mónica Peña - Enfermera Svenson
- J.R. Ramírez - Mr. A
- Raymond Rivera - Travolta
- Germán Santiago - Tomás
- Mark-Brian Sonna - Dr. José Luis Monsalve
- Craig Taylor - Patrón
- Carolina Vengoechea - Jennifer González
- Ted West - Basura